# Mongolodectes kaszabi
Mongolodectes kaszabi är en insektsart som beskrevs av Władysław Bazyluk 1972. Mongolodectes kaszabi ingår i släktet Mongolodectes och familjen vårtbitare. Inga underarter finns listade i Catalogue of Life.